# Grigorie Slonovschi
Grigorie Slonovschi a fost un politician moldovean, ales în Sfatul Țării. 

## Sfatul Țării
Grigorie Slonovschi, de naționalitate moldovean, a fost ales în Sfatul Țării cu vot universal de zemstvoul ținutului Soroca.